# Fatal Frame: Maiden of Black Water
Fatal Frame: Maiden of Black Water — компьютерная игра в жанре survival horror, разработанная японской компанией Koei Tecmo и изданная Nintendo для приставки Wii U в 2015 году и в 2021 на Nintendo Switch, Xbox One, Xbox Series X/S, Windows, PlayStation 4, Playstation 5.

## Игровой процесс
Fatal Frame: Maiden of Black Water — компьютерная игра в жанре survival horror, в которой игрок берёт под контроль трёх разных персонажей, путешествующих по горам Хиками, от третьего лица. Изучая различные локации, игроку предстоит столкнуться с различными враждебными призраками, борьба с которыми происходит при помощи камер-обскур: при взаимодействии камера, следующая за игроком, меняет перспективу от первого лица. В зависимости от того, как далеко и под каким углом снимают  призрака, будет зависеть количество урона, наносимое противнику.
Помимо использования камеры-обскуры, персонажи после победы или проведения специальной атаки на призрака, могут увидеть «частички» его прошлого. Персонажи могут фокусироваться на предметах окружающей среды, связанных с пропавшими без вести людьми, создавая тень, которая приводит их к местонахождению человека. В игре также имеется измеритель влажности, который отслеживает, насколько влажным становится персонаж при перемещении по локации. Количество влаги оказывает положительное и отрицательное влияние на персонажа: влажность увеличивает урон, наносимый камерой-обскурой, одновременно увеличивая количество призраков, присутствующих в области, и атаки, наносящие больший урон. Кроме того, на персонажей может быть наложено «проклятие» призраками тёмного цвета или специальной атакой: это «проклятие» снижает зрение, защиту и ухудшает здоровье.
В специальном эпизоде, дополняющем историю, главной героиней выступает Аянэ из Dead or Alive. В отличие от других персонажей, Аянэ не имеет доступа к камере-обскуре: вместо этого она владеет «сценарием скрытности», благодаря которому может становиться невидимой, а при поимке — использовать специальное оружие, чтобы отбросить или оглушить противника.

## Сюжет
Действие игры происходит на вымышленной горе Хиками — месте, печально известном самоубийствами и паранормальными событиями, связанными с местными водоёмами. В прошлом местные жрицы использовали свои способности чтения мыслей, чтобы вести людей к мирной смерти. Со временем они перестали справляться с эмоциями от тягости такого бремени, и их принесли в жертву в качестве Вечного Цветка, чтобы сдержать злую потустороннюю силу, известную как Чёрная Вода.
История повествует о судьбах трёх разных героев: Юри Кодзукаты, обладающей способностью возвращать людей из теневого мира в реальный; Рэна Ходзё (яп. 放生 蓮 Хо:дзё: Рэн), автора и друга Юри, который отправляется в горы, чтобы черпать вдохновение для своей новой книги; и Миу Хинасаки (яп. 雛咲 深羽 Хинасаки Миу), дочери главной героини Fatal Frame Мику Хинасаки (яп. 雛咲 深紅 Хинасаки Мику).
В игре присутствуют восемь концовок, четыре из которых Рэна, две — Юри и две — Миу.

## Отзывы критиков
| Сводный рейтинг       | Сводный рейтинг                                                               |
| Агрегатор             | Оценка                                                                        |
| --------------------- | ----------------------------------------------------------------------------- |
| GameRankings          | 67,68 %                                                                       |
| Metacritic            | (WIIU) 67/100 (NS) 73/100 (PC) 69/100 (PS4) 71/100 (PS5) 63/100 (XSXS) 60/100 |
| OpenCritic            | 68/100                                                                        |
| «Критиканство»        | 70/100                                                                        |
| Иноязычные издания    |                                                                               |
| Издание               | Оценка                                                                        |
| Eurogamer             | (WIIU) Avoid                                                                  |
| Famitsu               | (WIIU) 33/40                                                                  |
| Game Informer         | (WIIU) 5,5/10                                                                 |
| GameRevolution        | (WIIU)                                                                        |
| GameSpot              | (WIIU) 5/10                                                                   |
| IGN                   | (WIIU) 7/10                                                                   |
| Nintendo World Report | (WIIU) 8,5/10                                                                 |
| VideoGamer            | (WIIU) 7/10                                                                   |

Fatal Frame: Maiden of Black Water получила смешанные отзывы, согласно агрегатору рецензий Metacritic.

### Комментарии
1. ↑  при поддержке Nintendo SPD
2. ↑  В Японии известна как Zero: Nuregarasu no Miko (яп. 零 〜濡鴉ノ巫女〜 досл. «Zero: Черноволосые жрицы»), в Европе как Project Zero: Maiden of Black Water.